# Schlacht bei Villiers
Weißenburg – Spichern – Wörth – Colombey – Straßburg – Toul – Mars-la-Tour – Gravelotte – Metz – Beaumont – Noisseville – Sedan – Sceaux – Chevilly – Bellevue – Artenay – Châtillon – Châteaudun – Le Bourget – Coulmiers – Amiens – Beaune-la-Rolande – Villepion – Loigny und Poupry – Orléans – Villiers – Beaugency – Nuits – Hallue – Bapaume – Villersexel – Le Mans – Lisaine – Saint-Quentin – Buzenval – Paris – Belfort
Die Schlacht bei Villiers (auch Schlacht bei Villiers-Champigny genannt, französisch Bataille de Champigny) war der größte Ausfall der um Mobilgarden verstärkten zweiten französischen Armee während der Belagerung von Paris (1870–1871). Der Ausfall führte zu Schlachten am 30. November und am 2. Dezember 1870, die unter diesem einen Begriff zusammengefasst werden.

## Vorgeschichte
Nach der Niederlage in der Schlacht von Le Bourget (28. bis 30. Oktober) und dem Fall der belagerten Festung Metz am 27. Oktober verschlechterte sich die Stimmung in Paris. Auch um diese wieder zu heben, entschloss sich General Louis Jules Trochu in Abstimmung mit Léon Gambetta zu einem Ausbruchsversuch aus dem belagerten Paris. Der Plan sah vor, die feindlichen Reihen mit dem Ziel der Vereinigung mit der Loirearmee zu durchstoßen.
Die Versorgungslage der Bevölkerung von Paris hatte sich im November 1870 immer weiter verschlechtert. Die Preise für frei verfügbare Lebensmittel waren so weit gestiegen, dass große Teile der Bevölkerung sich nur noch von Brot ernähren konnten. Brot blieb erschwinglich, weil hierfür eine Preisbindung existierte. Trotzdem kam es immer wieder zu Panik in der Bevölkerung, wenn einzelnen Bäckern die Ware ausging.
General Trochu, der Oberbefehlshaber von Paris und aller dortigen Streitkräfte hatte den Befehl über die 2. Armee der Pariser Garnison und die stärksten Artillerieeinheiten an General Auguste-Alexandre Ducrot übertragen.
Der Befehlshaber der 3. Armee der Pariser Garnison, General Joseph Vinoy sollte sich auf das Überwinden des Belagerungsringes im Südosten der Stadt konzentrieren, damit dann bei Fontainebleau der Zusammenschluss der beiden Armeen erfolgen konnte. Bei einem erfolgreichen Vorstoß wären außerdem alle deutschen Truppen südlich und westlich von Paris von ihrer einzigen Bahnlinie für Nachschub über Lagny abgeschnitten worden. Ohne diese Bahnlinie wäre die Fortsetzung der Belagerung kaum möglich gewesen. Zum Hauptschauplatz der folgenden Kämpfe war aber das Marnetal östlich von Paris ausersehen. Dieser Abschnitt wurde von der Württembergischen Division (Generalleutnant Hugo von Obernitz) der 3. Armee gehalten. Die Vorbereitungen waren am 28. November abgeschlossen und die Pariser Truppen an die Marne herangerückt.

## Schlachtverlauf

### Ablenkungsangriffe am 29. November
Auf dem linken Seine-Ufer hatte General Vinoy bereits in den Nächten zum 27. und 28. November die Stellungen des schlesischen VI. Armeekorps durch die Batterien der Forts Montrouge, Bicetre, Jvry und Charenton beschießen lassen. In der Nacht zum 29. November gelang den Franzosen die Besitzergreifung des von den Deutschen unbesetzten Mont d’Avron, der sofort armiert wurde und die Reichweite der Artillerie über die Halbinsel von Joinville erhöhte. Bei Joinville sollte die 2. Armee (General Ducrot) bereits in der Nacht vom 28. auf den 29. November auf das andere Marne-Ufer gesetzt werden. Doch der Fluss führte unerwartet Hochwasser und zerstörte eine von den Franzosen errichtete Brücke, der Brückenschlag musste um 24 Stunden verschoben werden. General Vinoy setzte am 29. November die Division de Maud'huy (1809–1883) des 1. Corps zum Angriff auf das Dorf L’Hay an, der in sechs Kolonnen erfolgte. Weitere Ausfälle an verschiedenen Punkten der Zernierungslinie des VI. Armeekorps sollten die deutsche Heeresleitung über die wahre Stoßrichtung irre führen. Die Franzosen setzten ihre ersten Ausfallgefechte also auf dem linken Seine-Ufer nach Süden und Südosten an: erste Angriffe fanden gegen die Ortschaften Chevilly, Thiais und Choisy-le-Roi statt. Gegen Mittag erkannte man von Fort Ivry aus, dass die eingesetzte Division des Generals de Susbielle links von Mont Mesly durch eine starke deutsche Kolonne zwischen der Seine und Mesly eine Flankierung drohte. Die französischen Verluste betrugen bereits am ersten Tag ca. 1.300 Mann.
Wegen der zerstörten Brücken standen am 29. November drei vollständige französische Korps noch immer auf der linken Uferseite der Marne und konnten nichts tun als abzuwarten.
Die auf den Hügeln bei Chennevières-sur-Marne und Champigny-sur-Marne aufgestellten Deutschen wurden auf diese feindlichen Aktivitäten und Truppenbewegungen aufmerksam. Eine sächsische Division wurde in Marsch gesetzt, um das Terrain zu sichern. Um die Deutschen abzulenken, befahl General Ducrot einen Ausfall von Mobilgarden in Richtung Malmaison. Obwohl dieser Angriff in Divisionsstärke ausgeführt wurde, ergab sich dadurch keine Änderung der deutschen Truppenverlegungen. Die französischen Liniensoldaten trugen auffällige rote Hosen, so dass sich die Deutschen bereits vor Beginn eines Gefechtes darüber im Klaren waren, mit welchen Angreifern sie es zu tun haben würden. Der Angriff einiger tausend Mobilgarden war somit unzweifelhaft als Ablenkungsangriff zu erkennen, dem man keine besondere Aufmerksamkeit widmen musste.
Ducrot erklärte am 29. November, er wolle nach Paris nur siegreich oder tot zurückkehren.

### 30. November: Schlacht von Villiers–Coeiully
Der 30. November begann mit kalten Morgentemperaturen wurde aber dann sonnig. Um halb 6 Uhr früh überquerten das französische 1. und 2. Korps (General Blanchard und Renault) nach vorausgegangenem Artilleriefeuer auf acht Pontonbrücken die vielfach gekrümmte Marne bei Joinville, Nogent-sur-Marne und Bry-sur-Marne. Gegen halb 8 Uhr waren vier 4 französische Divisionen vollständig auf der Halbinsel von Joinville versammelt: Die Division Faron setzte sich zwischen der Marne und der Straße nach Champigny; die Division de Malroy bei Poulangis; die Division Maussion westlich von Le Tremblay und die Division Berthaut in der Höhe des Parks von Poulangis fest. Der Schwerpunkt des französischen Angriffs richtete sich gegen das Plateau von Villiers, das von der württembergischen Division besetzt war. Die Franzosen griffen die Dörfer Bry und Champigny in dem Augenblick an, in dem dort die 24. (sächsische) Division begonnen hatte die Stellungen der Württemberger zu verstärken. Die Dörfer wurden von den Divisionen des 1. Korps gestürmt und die deutschen Truppen auf die Linie Villiers–Coeiully zurückgedrängt. Hinter Champigny gerieten die angreifenden Franzosen jedoch ins Flankenfeuer der Sachsen und Württemberger. Auf Grund ihrer Aufstellung in Bataillonskolonnen boten sie perfekte Ziele für die deutsche Artillerie und wurden schwer getroffen. Die Kanonen der Forts Rosny und Nogent sowie des erst am 28. November von den Franzosen besetzten und stark armierten Mont Avron unterstützten den Ausfall und fügten auch den Deutschen große Verluste zu.
Generalmajor von Reitzenstein leitete mit der württembergischen 1. Brigade die Verteidigung beim Ort Villiers, Oberst Heinrich von Abendroth und die 48. Infanterie-Brigade führten das Gefecht bei Noisy. Prinz Georg von Sachsen beobachtete die Kämpfe von der Höhe bei Chelles. Der Kommandierende General des VI. Armeekorps, General von Tümpling traf bald in Villeneuve ein und gab sofort Anstoß zum Einsatz der 7. Infanterie-Brigade im Abschnitt Mesly. Diese in Villeneuve, Montgeron und Crosne stehende Reserve unter General du Trossel wurde sofort nach vorne gezogen.
General Ducrot richtete nach dem Nachrücken der Divisionen der Generale Susbielle und Maud’huy einen festen Brückenkopf auf der Halbinsel von Joinville ein und beabsichtigte dann auf der Hochebene Richtung Villiers weiter vorzustoßen. Die deutschen Stellungen waren jedoch so gut befestigt, dass auch mit der Artillerieunterstützung kein Durchbruch gelang und der Angriff ins Stocken geriet.
General von Obernitz gab nach dem Verlust von Champigny aus seinem Hauptquartier zu Le Piple Château sofort Weisung die württembergische 2. und 3. Brigade in die Gefechtsstellung einrücken zu lassen, er selbst beobachtete den Verlauf der Schlacht von Brevannes aus. Der Kommandeur der sächsischen Division, Generalmajor Nehrhof von Holderberg, vereinigte seine Artillerie auf dem Plateau zwischen Noisy und Villiers, wo bald 42 Geschütze zur Unterstützung der Verteidigung in Stellung gingen. Gegen 13 Uhr waren auf dem äußersten rechten deutschen Flügel als weitere Verstärkung Teile der 47. Brigade (Oberst Bernhard von Leonhardi) bei Noisy eingetroffen.
Ein Flankierung des französischen 3. Korps (General de Exéa) von Norden her, durch die beiden Divisionen der Generale Carrey de Bellemare und Matat vorgetragen, überschritt die Marne und drang in Bry ein, wurde aber dann von den Sachsen blockiert. Alle weiteren Angriffe der Franzosen wurden von den Deutschen abgewehrt und die Zernierungslinie behauptet. Die Franzosen hielten abends Créteil, Champigny und Bry besetzt und gingen mit dem größten Teil der Truppen auf das rechte Marneufer zurück. Ihr Durchbruchsversuch war misslungen, die Hänge an der Marne weiter fest in deutscher Hand. In der Nacht begann es zu schneien.
Der französische Angriff bewirkte Aufregung beim preußischen Oberkommando. Chef des Stabes Helmuth von Moltke war über Prinz Georg von Sachsen verärgert, weil er die Württemberger nicht ausreichend unterstützte. Die angegriffenen Württemberger erhielten, wenn auch spät, auf Moltkes Order hin Verstärkung durch Truppen des II. Armeekorps. General der Infanterie von Fransecky erhielt dann für den 2. Dezember den Befehl über alle Operationen im Angriffsabschnitt übertragen, wurde jedoch nicht genug unterrichtet, um noch etwas Entscheidendes in der Schlacht leisten zu können.

### Waffenruhe am 1. Dezember
Am 1. Dezember hielten beide Seiten eine Waffenruhe ein, bargen ihre Verletzten auf den Schlachtfeldern und begruben ihre Toten. Vom deutschen Hauptquartier wurden stärkere Truppenmassen im Abschnitt zwischen Seine und Marne konzentriert (das II.. Korps, die 24. Division, die württembergische Division und die 21. Brigade des schlesischen VI. Korps) und dem Kommandeur des XII. Korps, Prinz Georg von Sachsen, die Vertreibung der Franzosen über die Marne befohlen.

### 2. Dezember: Schlacht von Champigny und Bry

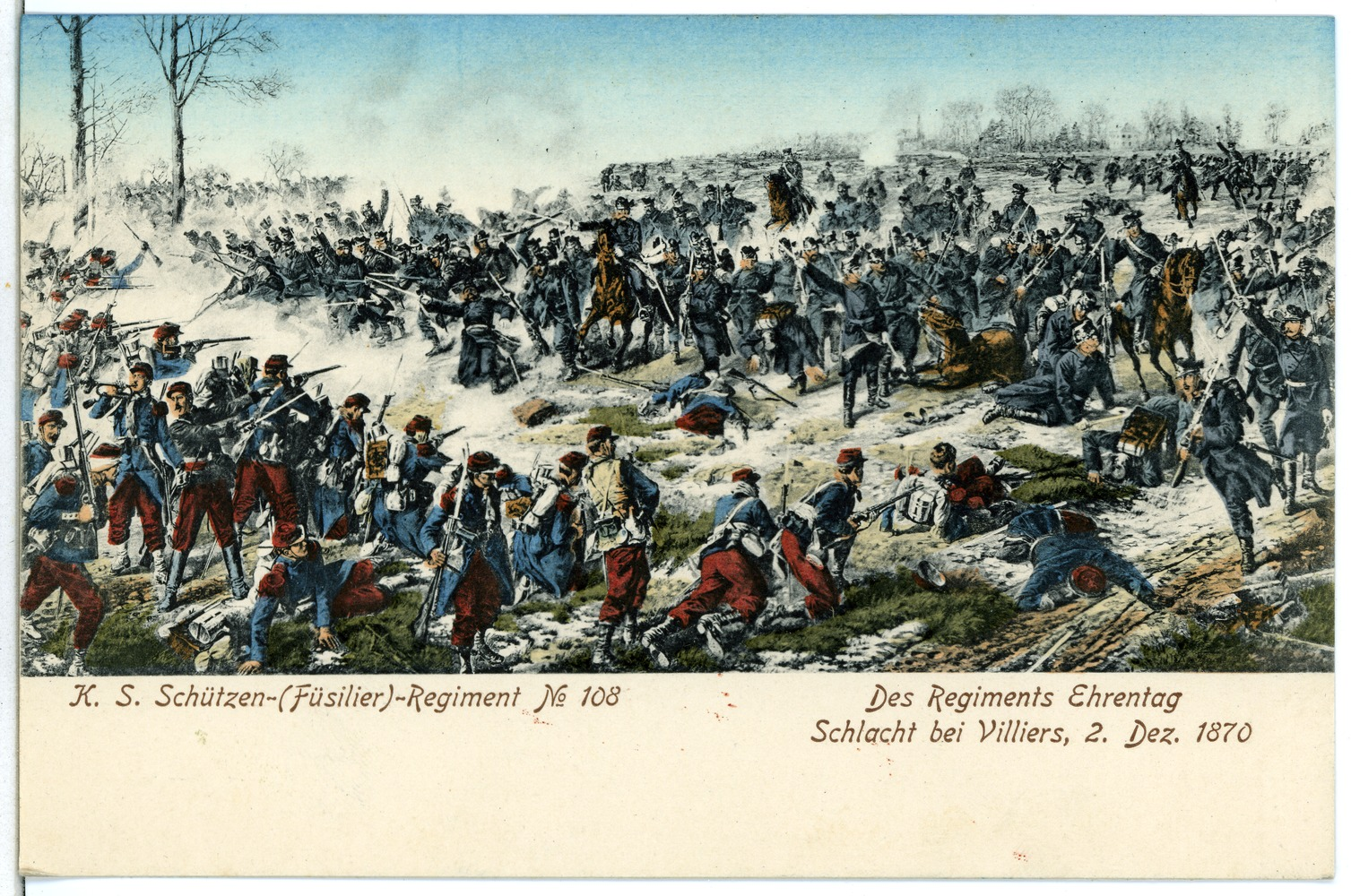
Schlacht bei Villiers, Königlich Sächsisches Schützen-Regiment Nr. 108

In der Nacht zum 2. Dezember war die Temperatur auf minus 10 °C gesunken.
Die Verstärkung durch das deutsche II. Korps zeigte erst jetzt ihre volle Wirkung. Die Lage ähnelte jener in der Schlacht von Le Bourget. Über die Art des deutschen Gegenangriffs gab es Meinungsverschiedenheiten zwischen dem sächsischen Kronprinzen Albert und General Fransecky. Dieser wollte auf den Gegenangriff verzichten, da der Belagerungsring nicht in Gefahr war, aufgebrochen zu werden. Ihm wurde aber der Angriff befohlen.
Morgens um 7 Uhr gingen die Württemberger gegen Champigny, die Sachsen gegen Bry vor. Die Württemberger drangen unter schweren Kämpfen bis in die Mitte des Dorfs vor und behaupteten diese Stellung, von preußischen Bataillonen unterstützt. Die Franzosen griffen ihrerseits an diesem Tag das Plateau von Villiers von Neuem an. Die Württemberger hatten im Park von Villiers mehrere erbeutete Mitrailleusen positioniert, mit denen sie das französische 136. Regiment auf eine Entfernung von unter 300 m herankommen ließen und dann zusammenschossen. Anschließend wurden die Franzosen durch einen Gegenangriff zurückgeworfen und viele Gefangene gemacht.
Die Sachsen eroberten Bry, waren aber sehr stark dem Feuer der Forts ausgesetzt und mussten abends das nur noch aus Trümmern bestehende Dorf räumen. Um vier Uhr nachmittags hatte jedes Heer die Positionen des Vortags inne.
Der Kampf wurde bis nach Einbruch der Dunkelheit außerordentlich heftig geführt, was auf der deutschen Seite fast das ganze II. Korps (bestehend aus der 3. und 4. Division unter den Generalmajors von Hartmann und Hann von Weyhern) betraf. Schließlich behaupteten die Deutschen die Stellung Noisy-le-Grand–Villiers–Coeuilly. Die Franzosen hatten bei Einbruch der Nacht das zertrümmerte Bry und eine Hälfte von Champigny im Besitz, konnten aber ihre vorgeschobene Stellung nicht auf Dauer halten.

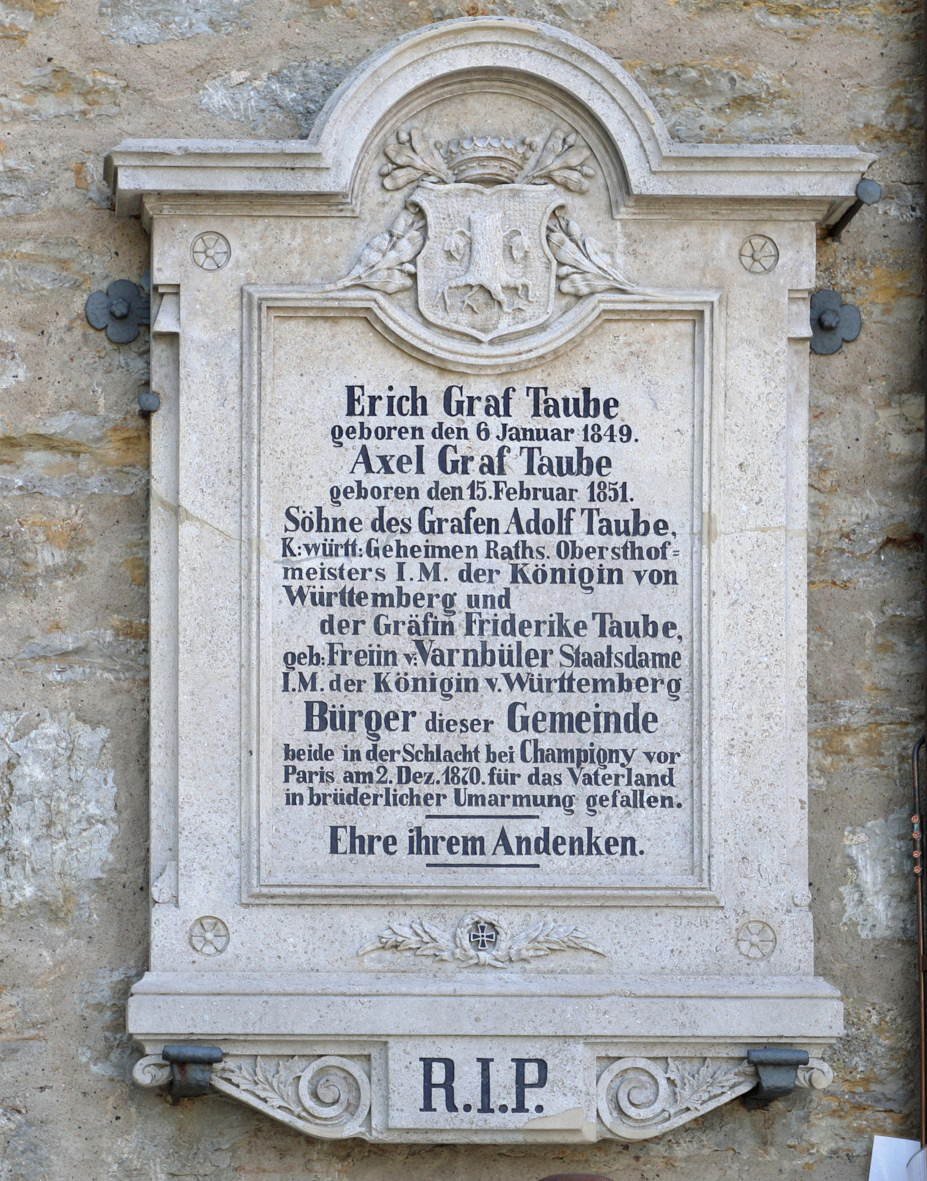
Katholische Kirche Zur Heiligsten Dreifaltigkeit (Bad Mergentheim-Löffelstelzen). Erinnerungstafel für die gefallenen Brüder Erich und Axel von Taube der württembergischen Division am 2. Dez. 1870.

Die Franzosen sammelten sich und eine Pattsituation stellte sich ein. Die Lage versetzte Moltke in Sorge genug, um ihn zu veranlassen, Pläne aufzustellen, falls die Franzosen am Folgetag einen Angriff wiederholten, um die deutschen Reihen zu durchbrechen. Ducrot plante jedoch kein derartiges Vorhaben. Seine Soldaten waren von den harten Kämpfen der beiden Schlachten erschöpft und von Aussagen sächsischer Gefangener demotiviert, dass im Wald von Coeuilly angeblich 150.000 Preußen zum Eingreifen bereitstünden. Die Franzosen waren zudem durchfroren, weil ihnen keine Decken mitgegeben worden waren; dies unter dem Aspekt, dass sie ohne solch Marschgepäck schneller vorankommen sollten.

### Letzte Scharmützel und französischer Rückzug
Geschützfeuer und kleine Scharmützel bestimmten das Geschehen am 3. Dezember. Am Morgen wurden minus 14 °C gemessen. Die Franzosen räumten in der Nacht und am Morgen des 4. Dezember die Dörfer Villiers und Champigny. Der französische Angriff wurde wegen der erlittenen Verluste und auch der starken Kälte abgebrochen. Ducrot entschied sich trotz erhaltener Nachrichten über das Heranrücken der Loirearmee für eine Rückkehr seiner Truppen in die Hauptstadt. Auf eine Abstimmung mit Trochu verzichtete er, weil er von dessen ablehnender Haltung wusste. Die französischen Verbände zogen sich hinter der Festungslinie von Paris zurück, sie räumten das linke Marneufer und brachen die Brücken hinter sich ab.

## Nachwirkungen
Die Schlacht war für beide Seiten verlustreich gewesen. Die Franzosen verloren an Toten und Verwundeten über 9.500 Mann, die Deutschen über 3.500 Soldaten und Offiziere. Die Loirearmee wurde in der Schlacht von Orléans besiegt und Ducrot drängte Trochu und Außenminister Jules Favre, Frieden mit Preußen anzustreben.
Der gemeinsame Tod der Brüder Erich und Axel von Taube fand insbesondere bei der Bevölkerung im Königreich Württemberg viel Beachtung. Das Schicksal der Taube-Brüder wurde als Heldentum gepriesen, als Vorbild für brüderliche Loyalität verklärt und propagandistisch an Gedenkorten sowie in zahlreichen Schriften sowohl in Lyrik als auch in Prosa als ruhmreiches Beispiel für opferbereiten Patriotismus ausgeschlachtet.
Kaiser Wilhelm besuchte das Schlachtfeld am 7. März 1871 und nahm hier eine Parade des I. Kgl. Bay. Korps unter von der Tann und ca. 20.000 Mann des Sächsischen Korps unter Prinz Georg von Sachsen ab.